# 张宝玉 (1937年)
张宝玉（1937年1月5日—1981年10月6日），中华人民共和国航空技术专家。1981年在埃及阅兵式针对总统萨达特的突发袭击中中流弹身亡。

## 生平
1937年1月5日出生于山东。1981年9月，奉命赴埃及执行中埃军事技术合作项目。同年10月6日，张宝玉作为国际军事技术专家应邀观礼埃及中东战争胜利八周年纪念日阅兵。现场突然发生了针对埃及总统萨达特的刺杀事件，张宝玉中流弹身亡。
张宝玉安葬在开罗烈士墓。10月10日，中华人民共和国副总理兼特使姬鹏飞、中国驻埃及大使刘春与埃及外交部公使阿赫迈德一同前往墓前献了花圈。
在清明节或是烈士纪念日，中国驻埃及大使馆都会举行相关的祭奠活动。